# Mardoqueo Navarro
Mardoqueo Navarro (San Fernando del Valle de Catamarca, 15 de abril de 1824 - íd., 9 de noviembre de 1882) fue un empresario y cronista argentino, especialmente conocido por su crónica de la epidemia de fiebre amarilla en Buenos Aires en 1871.

## Biografía
Hijo de Ramón Navarro y de Rosa Ortiz de Ocampo, tuvo una esmerada educación en su provincia natal de Catamarca y en Córdoba.
A mediados de la década de 1840 se instaló en Buenos Aires. En la década siguiente se trasladó a Rosario, donde trabajó como administrador de un saladero propiedad del general Justo José de Urquiza, por entonces gobernador de la provincia de Entre Ríos. Más tarde invirtió el dinero ahorrado de sus sueldos para invertir en ese saladero, con lo que se convirtió en un socio menor del general.
Siguió siendo socio de Urquiza en varios negocios hasta poco antes del asesinato de éste, ocurrido en 1870. Tras la muerte del general, reclamó a su familia por sueldos y ganancias adeudadas; en defensa de su reclamo publicó un libro titulado El general Justo José de Urquiza y el ciudadano Mardoqueo Navarro: protector y protegido, o sea explotador y explotado, en el cual reprocha al general su ingratitud, llamándolo "padre de enemigos y azote de amigos".
Fue también autor de un proyecto de colonización agrícola junto al arroyo El Rey, cerca de la actual Reconquista, en la provincia de Santa Fe; firmó un acuerdo con el gobernador Nicasio Oroño para poblar la región con inmigrantes estadounidenses, aunque la empresa fracasaría tras la instalación de los inmigrantes.
A fines de la década de 1860 estaba instalado en Buenos Aires desde hacía algunos años, dedicado a publicar artículos en los diarios, especialmente sobre la historia de la provincia de La Rioja y sobre las campañas del general José de San Martín. Varios de ellos fueron firmados con el seudónimo "Mordejai", que llevó a algunos autores a considerarlo de origen sefaradí. Otros autores han considerado que Navarro habría observado las prescripciones judías, como el shabat.
En 1870 publicó un libro llamado La ciudad de La Rioja, documentos históricos.
En 1871, al estallar la epidemia de fiebre amarilla en Buenos Aires, se dedicó a escribir una serie de notas que pensaba ofrecer para su publicación en algún diario; su intención inicial era denunciar la desidia de las autoridades ante los primeros síntomas. La epidemia terminó por convertirse en el peor desastre sanitario de la historia argentina, y la crónica de Navarro resultó ser el testimonio directo más valioso para el estudio de los hechos, especialmente dado que la mayor parte de los periódicos cerró. El número total de muertos resultó de 13 614 personas, de acuerdo a la crónica de Navarro; otras fuentes que han intentado establecer ese número con más precisión dieron resultados muy similares.
En años posteriores viajó por el litoral argentino y en 1881 publicó su último libro, El Territorio Nacional de Misiones, un valioso aporte al conocimiento de la población establecida en la zona de lo que —ese mismo año— pasaría a ser un territorio federalizado.
Falleció en su ciudad natal al año siguiente, a los 58 años de edad.